# نتيباس
نتيباس أو القديس نتيباس إحدى الشخصيات الواردة في رؤيا يوحنا السفر الأخير من أسفار العهد الجديد.
بحسب التقاليد المسيحية، فإن أنتيباس كان شهيدًا للاضطهادات الرومانية التي وقعت في عهد الإمبراطور دوميتيان، عام 92 كذلك تذكر التقاليد المسيحية، أنه كان يشغل منصب أسقف على المدينة اليونانية بيرغامون في تركيا المعاصرة والتي كانت تسمى حينذاك آسيا الصغرى، وأن يوحنا بن زبدي، وهو كاتب سفر رؤيا يوحنا حسب التقاليد الكنسية، هو من قام برسامته أسقفًا.
يحتفل بتذكار القديس أنتيباس في الكنيسة الأرثوذكسية الشرقية والكنائس الكاثوليكية الشرقية في 11 أبريل من كل عام، ويعتقد أيضًا أنه أجرى العديد من العجائب المختلفة.